# Thomas Gipson
Thomas Gipson, né le 11 janvier 1993, à Dallas, dans l'état du Texas, est un joueur américain de basket-ball. Il évolue au poste d'Intérieur (Pivot).

## Biographie
Le 2 septembre 2016, il signe pour le club de l'Élan Chalon. Il part du club chalonnais le 12 novembre 2016 pour le club ukrainien du Khimik Youjne. 

## Carrière

### Jeune
- 2011-2015 :  Kansas State (NCAA)

## Clubs
- 2015-2016 :  Kouvot (1er division)
- 2016 :  Obregón (1er division)
- 2016 :  Élan Chalon (Pro A)
- 2016 :  Khimik Youjne (1er division) n'a pas joué
- 2017 :  Boulazac Basket Dordogne (Pro B)
- 2017–2018 :  Kouvot (1er division)
- 2018–2019 :  Karesispor (2 division)
- 2019 Kouvot :  Kouvot (1er division)
- 2019–2020 :  Ciclista Olímpico (1er division)
- 2020–present :  Merkezefendi Bld. Denizli Basket (2 division)

## Palmarès
- Champion de Finlande en 2016.